# Серенада сонячної долини
Серенада сонячної долини (англ. Sun Valley Serenade) — музичний фільм 1941 року. Музичні композиції до стрічки написав Гарі Ворен, а зіграв їх оркестр Гленна Міллера.

## Сюжет
Містер Морі, власник гірськолижного курорту, запрошує до себе на сезонну працю знаменитий оркестр Філа Корі (Глен Міллер). Невдовзі музиканти погоджуються.
Одночасно з цією подією Тед Скот (Джон Пейн) вирішує заради реклами прийняти іноземного біженця з охопленої війною Європи. Йому повідомляють, що це повинна бути 10-річна дівчинка, проте коли оркестр виїжджає на острів Елліс зустріти біженку, вони з подивом виявляють не дівчинку, а вже молоду красиву жінку Карен Бенсон (Соня Гені). До того ж вона з першого погляду закохується в одного з музикантів оркестру, Теда Скота. Проте в нього вже є дівчина, співачка оркестру Філа Корі (Вів'єн Доун), тому Карен вирішує закохати його в себе.

## У ролях
- Соня Гені — Карен Бенсон
- Джон Пейн[en] — Тед Скот
- Глен Міллер — Філ Корі
- Мілтон Берл — Джером К. «Ніфті» Ален
- Лінн Барі — Вів'єн Доун
- Джоан Девіс — Міс Карстейрс
- Дороті Дендрідж — дівчина, яка танцює під пісню «Поїзд на Чаттанугу»
- Nicholas Brothers — самих себе
- Оркестр Гленна Міллера — Оркестр Філа Корі
- та ін.

## Цікаві факти
- «Серенада сонячної долини» — перший з двох фільмів, в якому зіграв оркестр Гленна Міллера. Вони виконали такі композиції для стрічки: пісню «Chattanooga Choo Choo», яка у 1941 була номінована на премію «Оскар», «It Happened in Sun Valley», «I Know Why», «In the Mood» та ін[1].
- Спочатку стрічка повинна була бути лише рекламним роликом.
- Картина була тричі номінована на «Оскар».